# AmfAR
amfAR (acronimo di American Foundation for AIDS Research) è un'organizzazione non governativa internazionale impegnata nella ricerca per la cura contro l'AIDS. Fu fondata nel settembre 1985 dalla fusione tra le organizzazioni AIDS Medical Foundation e National AIDS Research Foundation.